# GanttProject
GanttProject er et frit projektstyringsværktøj, der kan lave avanceret Gantt-skema med en høj detajle grad. 

## Henvisning/kilde
- GanttProjects hjemmeside